# Frank Kudelka
Frank Carl Kudelka (San Francisco, 25 giugno 1925 – San Francisco, 4 maggio 1993) è stato un cestista statunitense, professionista nella NBA.